# Ne Zha 2
Ne Zha 2 (em chinês:  哪吒之魔童闹海, transl. Nézhā zhī Mótóng Nàohǎi, Brasil: Ne Zha 2 - O Renascer da Alma ) é um filme chinês de animação 3D, fantasia e ação de 2025, escrito e dirigido por Jiaozi. Trata-se da sequência direta de Ne Zha (2019) e uma peça central do Fengshen Universe, um universo cinematográfico produzido pela Beijing Enlight Media.
Lançado durante as festividades do Ano-Novo Chinês em 29 de janeiro de 2025, o filme foi um fenômeno de crítica e público. Além de sua narrativa emocionalmente complexa e seus temas de rebelião contra o destino e a injustiça sistêmica, a produção foi aclamada por suas inovações tecnológicas na animação, que estabeleceram um novo padrão para a indústria cinematográfica chinesa. Com um orçamento de US$ 80 milhões, Ne Zha 2 quebrou múltiplos recordes de bilheteria, tornando-se a animação de maior arrecadação da história e um dos filmes mais lucrativos de todos os tempos, solidificando o potencial da China como uma potência global na animação.
Ne Zha e Ne Zha 2, juntamente com Jiang Ziya (2020), fazem parte do Fengshen Universe, criado pelo estúdio Enlight Pictures, que toma inspiração do Fengshen Yanyi, um romance que é um dos maiores expoentes da mitologia chinesa.

## Origens Mitológicas e Material Fonte
O filme é livremente baseado no romance clássico chinês do século XVI, Fengshen Yanyi (A Investidura dos Deuses). Embora mantenha os personagens centrais, a franquia Ne Zha reimagina radicalmente suas personalidades, motivações e os eventos da mitologia original.
Na narrativa tradicional, Ne Zha nasce de Lady Yin após uma gestação de três anos e meio, emergindo como uma bola de carne, o que leva seu pai, o Comandante Li Jing, a vê-lo como uma aberração demoníaca. Criado pelo imortal Taiyi Zhenren, o Nezha mitológico é uma figura de poder imenso, mas também de temperamento explosivo e arrogante. O conflito com os Reinos Dragônicos começa quando Nezha mata um guerreiro marinho e, subsequentemente, confronta e mata Ao Bing, o terceiro filho do Rei Dragão do Mar do Leste, Ao Guang. Ao Bing, no mito, é retratado como um antagonista igualmente arrogante.
Para evitar que a fúria dos quatro Reis Dragões destruísse seu povo e sua família, Nezha comete um ato extremo de piedade filial: ele se suicida, devolvendo sua carne e ossos a seus pais. Mais tarde, seu mestre Taiyi Zhenren o ressuscita usando raízes de lótus sagrado, transformando-o em uma divindade ainda mais poderosa, livre de laços mortais. Esta ressurreição, no entanto, aprofunda o conflito com seu pai, a quem ele passa a odiar por sua rejeição inicial. A principal divergência do filme está na transformação de Nezha e Ao Bing de adversários mortais para amigos que se unem contra um destino imposto, uma mudança que ressoa profundamente com os temas contemporâneos de amizade e rebeldia do filme.

## Enredo
A trama retoma imediatamente após os eventos do primeiro filme, com as almas de Ne Zha — a reencarnação do Orbe Demoníaco — e Ao Bing — a reencarnação da Pérola Espiritual — sendo preservadas dentro de uma flor de lótus sagrado pelo Mestre Taiyi Zhenren. A tentativa de Taiyi de recriar seus corpos resulta na criação de um corpo de lótus instável para Ao Bing, que é danificado quase que imediatamente durante um ataque arquitetado por Shen Gongbao. Para impedir que a alma de Ao Bing se dissipe, Taiyi a funde ao corpo de Nezha como uma medida temporária. Esta união, no entanto, é insustentável e eles têm um prazo de sete dias para encontrar o "Elixir de Reparo" no Palácio Yu Xu, o único artefato capaz de restaurar o lótus e criar um corpo estável para Ao Bing. A situação é agravada quando o Rei Dragão Ao Guang, manipulado por Shen Gongbao e acreditando na morte do filho, sitia o Passo de Chentang com seu exército, prometendo aniquilá-lo se o elixir não for obtido dentro do prazo.
A única forma de adquirir o elixir é através do "Teste de Ascensão", uma série de provas para alcançar a imortalidade, realizadas no Palácio Yu Xu. A jornada é supervisionada pelo Imortal Wuliang, líder interino da seita Chan, que se apresenta como um guardião da ordem. Nezha, com Ao Bing coabitando seu corpo para mascarar a energia demoníaca com uma aura divina, viaja ao palácio para competir. Contudo, Wuliang revela-se um antagonista ideológico, que acredita que a força da seita Chan depende da pureza e da eliminação de todas as ameaças "impuras". Secretamente, ele utiliza o Caldeirão Tianyuan para refinar demônios capturados por seus "Caçadores de Demônios" em pílulas de imortalidade, fortalecendo seu poder e controle.
A verdade sobre a tragédia de Chentang é revelada de forma brutal: foi o próprio Wuliang quem orquestrou o massacre, utilizando lava de outra dimensão e forjando marcas de garras de dragão para incriminar o clã de Ao Guang, justificando assim sua futura subjugação. Em uma reviravolta trágica, Nezha descobre que seus pais não estavam mortos, mas haviam sido petrificados por Shen Gongbao em um ato desesperado para protegê-los do ataque de Wuliang. Ao ser capturado e jogado no caldeirão, Nezha é confrontado com o sacrifício supremo de sua mãe, Lady Yin, que, ao ser revertida da petrificação, protege o filho com o próprio corpo, dissolvendo sua essência para neutralizar as chamas mortais do caldeirão.
Alimentado pela dor da perda e pelo poder de sua mãe, o corpo de lótus de Nezha é finalmente aperfeiçoado, e ele desperta sua icônica forma de seis braços, com controle total sobre seus poderes. Com o Elixir de Reparo em mãos, o corpo de Ao Bing é restaurado, e os dois amigos se unem para o confronto final. Eles lideram uma aliança improvável: Taiyi, os sobreviventes de Chentang, os outros Reis Dragões (que percebem a traição de Wuliang) e até mesmo Shen Gongbao, que busca vingança pela manipulação que sofreu. Juntos, eles enfrentam as forças de Wuliang, expondo sua corrupção e destruindo o Caldeirão Tianyuan.
No desfecho, Wuliang é derrotado, mas as consequências são duradouras. Para proteger seu povo de uma retaliação da Corte Celestial pela rebelião, Ao Guang lidera os dragões a um exílio autoimposto nas profundezas do oceano. Em um ato final de desafio à ordem estabelecida, Ao Bing recusa o exílio e escolhe permanecer ao lado de Nezha. A decisão de ambos solidifica não apenas sua amizade, mas também sua posição como párias que rejeitam os rótulos de "imortal" e "demônio", determinados a forjar um novo destino definido por suas próprias escolhas, e não por sua natureza de nascença.

## Elenco

### Mandarim
- Lü Yanting como a criança Nezha, filho de Li Jing e Lady Yin
  - Joseph Cao (囧森瑟夫) como o adolescente Nezha
- Han Mo como Ao Bing, o terceiro filho do Rei Dragão
- Lü Qi como Lady Yin, mãe de Nezha e chefe que governa Chentangguan com seu marido
- Zhang Jiaming como Taiyi Zhenren, mestre de Nezha, um xian taoísta que vive no Kunlun
- Wang Deshun como Mestre xian Wuliang
- Yu Chen como Ao Guang em forma humana
  - Li Nan como Ao Guang, o Rei Dragão do Mar do Leste
- Zhou Yongxi como Ao Run, o Rei Dragão do Mar Ocidental
- Yang Wei como Shen Gongbao, irmão de Taiyi e mestre de Ao Bing

### Contribuições da Dublagem
A performance dos dubladores foi um elemento central para o sucesso emocional do filme. Lü Yanting, a voz da criança Nezha, foi particularmente elogiada. Aos 37 anos, Yanting trouxe uma profundidade inesperada ao personagem, capturando tanto sua rebeldia infantil quanto a sinceridade de seu coração. Em entrevistas, ela revelou uma forte conexão pessoal com Nezha, afirmando que, assim como ele, passou muitos anos em relativo isolamento, aprimorando sua arte. Ela acredita que a dublagem é uma forma de atuação ainda mais desafiadora, pois "a voz é a única ferramenta para transmitir todas as emoções". A complexidade de seu trabalho inspirou-a a se tornar mais extrovertida, espelhando a jornada de autoaceitação de Nezha.

## Produção

### Desenvolvimento e Visão do Diretor
Pouco depois do lançamento de Ne Zha (2019), a equipe de produção pretendia desenvolver uma sequência. O diretor Jiaozi (pseudônimo de Yang Yu) confirmou a alegação, condicionando-a ao desempenho de bilheteria do primeiro filme. Após o sucesso estrondoso de Ne Zha, a sequência teve sua produção iniciada. A jornada de Jiaozi é uma inspiração na indústria: antes de seu primeiro curta-metragem premiado, ele passou anos desempregado, desenvolvendo suas habilidades em casa com o apoio financeiro da pensão de sua mãe. Sua abordagem meticulosa e perfeccionista foi crucial para a complexidade da sequência. Intitulada "Ne zha: The Demon Boy Havoc in the Sea", ou Ne Zha 2 em inglês, teve seu orçamento ampliado para 600 milhões de yuans, quebrando o recorde de 200 milhões de yuans de Deep Sea (2023), para se tornar o filme de animação mais caro da China.

### Animação e Inovação Tecnológica
A produção de Ne Zha 2 representou um salto quântico para a animação chinesa. O filme levou cinco anos para ser concluído, envolvendo um esforço colaborativo massivo de mais de 4.000 profissionais de 138 empresas de animação, mais que o dobro dos 1.600 envolvidos no primeiro filme. O número de tomadas aumentou para mais de 2.400, com aproximadamente 80% sendo cenas de efeitos especiais complexos. O produtor Liu Wenzhang afirmou que o número de personagens em tela é três vezes maior que o do filme anterior.
A principal inovação foi o desenvolvimento do Particle Ink Wash Engine (Motor de Partículas de Tinta a Pincel), uma tecnologia proprietária que permitiu simular em tempo real a fluidez e a estética da tradicional pintura chinesa com nanquim. Essa técnica, que combinou 800 milhões de partículas digitais com estilos de pinceladas clássicas, foi aplicada em texturas de pele, roupas e cenários, criando uma identidade visual única. O esforço foi monumental: uma cena de apenas 0,8 segundos usando essa tecnologia levou nove meses para ser aperfeiçoada. Outras proezas técnicas incluem o uso de dinâmica de fluidos avançada para a animação das escamas dos dragões e uma cena de 10 segundos, a "Maldição do Coração Perfurante", que levou um ano para ser finalizada com mais de 600 peças de modelo distintas.

### Trilha Sonora
A trilha sonora, composta por Roc Chen, é uma fusão ousada de orquestra sinfônica, elementos eletrônicos e instrumentos tradicionais chineses. Um dos elementos mais distintivos foi o uso do Khoomei, o canto gutural mongol, executado pelo artista Halamuji. Essa técnica vocal antiga foi utilizada para criar uma atmosfera de tensão e poder sobrenatural para as cenas dos vilões, notadamente para o Mestre Wuliang. A trilha também incorpora o som penetrante da suona, uma trombeta tradicional chinesa, intensificando a carga dramática das cenas de batalha e confronto.

## Temas e Análises
Para além do espetáculo visual, Ne Zha 2 aprofunda os temas do seu predecessor, oferecendo uma análise sofisticada sobre poder, justiça e identidade.
- Rebelião Contra a Injustiça Sistêmica: Se o primeiro filme focava na luta individual de Nezha contra o preconceito, a sequência expande essa luta para um nível sistêmico. O filme apresenta uma poderosa crítica anti-autoritária, onde a instituição encarregada de manter a ordem e a justiça — a seita Chan — é revelada como a verdadeira fonte de corrupção e tirania. O plano do Mestre Wuliang de cometer um massacre e incriminar um grupo marginalizado (os dragões) para consolidar seu poder foi interpretado por críticos como uma alegoria a regimes opressivos e à hipocrisia de figuras de autoridade que definem o "mal" para benefício próprio.

- Destino vs. Livre-Arbítrio Coletivo: O mantra de Nezha, "Eu sou o mestre do meu destino", evolui de uma declaração individual para um chamado à ação coletiva. A aliança entre Nezha, Ao Bing, os dragões e outros "demônios" marginalizados demonstra que o destino não é apenas desafiado por um herói solitário, mas subvertido pela união daqueles que foram oprimidos pelo sistema. O filme sugere que a verdadeira libertação não vem de um poder herdado, mas da escolha de lutar ao lado de outros por uma causa justa.

- A Natureza do Heroísmo e da Vilania: A narrativa descontrói as noções simplistas de bem e mal. Os "demônios" são retratados com complexidade e humanidade, vítimas de um sistema que os rotula. Em contrapartida, os "santos" da seita Chan praticam atos de crueldade em nome de uma ordem maior. Ne Zha 2 argumenta que o heroísmo não está no título ou na linhagem, mas nas ações e sacrifícios feitos para proteger os inocentes e expor a verdade, mesmo a um custo pessoal elevado.

## Recepção

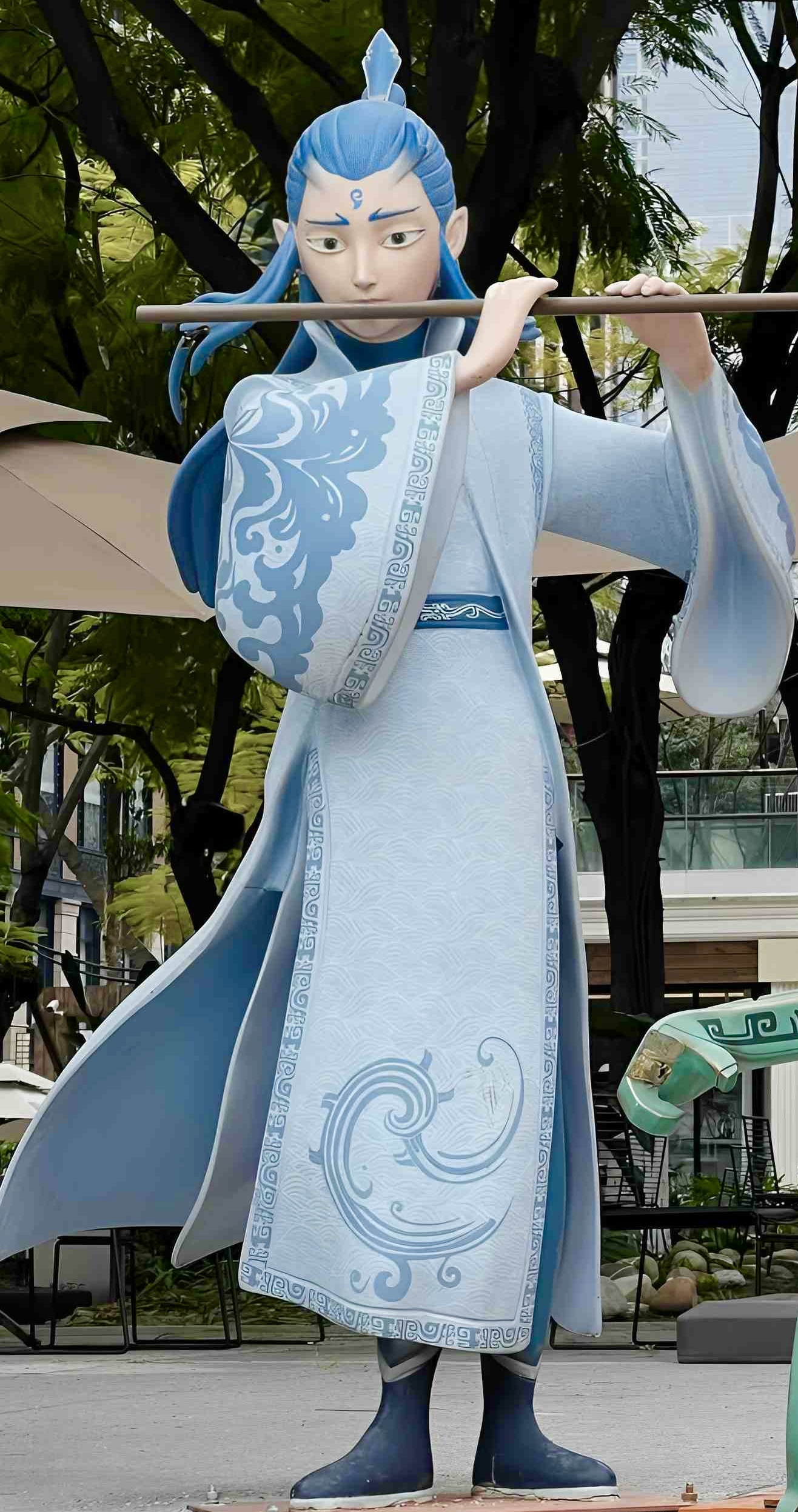
Escultura de Ao Bing na Zona de Alta Tecnologia de Chengdu.

### Crítica
Ne Zha 2 foi recebido com aclamação quase universal pela crítica chinesa e internacional. Na Douban, uma das principais plataformas de avaliação da China, o filme estreou com uma pontuação de 8.5/10. Nos portais de venda de ingressos Maoyan e Taopiaopiao, obteve classificações médias de 9.7/10 e 9.8/10, respectivamente, indicando uma recepção extremamente positiva do público. O Red Star News elogiou seus efeitos especiais revolucionários, roteiro sólido e conceito temático, afirmando que o filme "usa um roteiro sólido e uma expressão precisa de valores, provando que 'respeito pelo público' é o verdadeiro segredo para o sucesso de bilheteria". O Shangguan News destacou a continuidade do estilo e ritmo do filme anterior e a melhoria das cenas de batalha, mas criticou uma certa falta de suspense na estrutura do enredo, já que a vilania da seita Chan era previsível para alguns espectadores. Feng Ji, o fundador da Game Science (estúdio do aclamado jogo Black Myth: Wukong), também fez uma avaliação extremamente positiva, elogiando a arte, a tecnologia e a narrativa.

### Bilheteria e audiência
Ne Zha 2 estabeleceu novos recordes de bilheteria. Três dias após seu lançamento, já havia arrecadado 1,1 bilhão de yuans (US$ 137 milhões). A marca de 4 bilhões de yuans foi ultrapassada em apenas seis dias, um recorde. Em seu 11º dia, tornou-se o filme de maior bilheteria em um único mercado, superando Star Wars: O Despertar da Força (2015) na América do Norte. Pouco depois, tornou-se a maior bilheteria da história da China, o primeiro filme em língua não inglesa a ultrapassar US$ 1 bilhão, e a animação de maior bilheteria da história, superando Inside Out 2. Eventualmente, ultrapassou a marca de US$ 2 bilhões, entrando no seleto grupo de filmes de maior bilheteria de todos os tempos.
A bilheteria combinada da série de dois filmes Ne Zha ultrapassou 10 bilhões de yuans (US$ 1,37 bilhão), um marco para a indústria.

### Merchandise
Devido ao sucesso do filme, produtos oficiais e brinquedos associados ao filme também se tornaram campeões de vendas nas lojas da China. Muitos produtos foram rapidamente esgotados nas primeiras semanas. Duas semanas após o lançamento do filme, as vendas de produtos da marca Ne Zha ultrapassaram 50 milhões de yuans (US$ 6,8 milhões) no Taobao.

## Impacto Cultural e na Indústria
O sucesso fenomenal de Ne Zha 2 é considerado um divisor de águas, desencadeando o que muitos analistas chamam de uma "revolução industrial" na animação chinesa (Guoman). O modelo de produção colaborativo, unindo 138 empresas, estabeleceu um novo paradigma de "cluster industrial" que permitiu um nível de qualidade e escala sem precedentes.
O filme elevou permanentemente as expectativas do público doméstico, forçando a indústria de animação chinesa a abandonar modelos de produção rápidos e de baixo custo em favor de um foco em profundidade narrativa, inovação tecnológica e originalidade. O sucesso da franquia também se alinha com as metas do 14º Plano Quinquenal da China, que visa fortalecer a indústria cultural do país e aumentar seu "soft power" global. Embora a franquia domine o mercado interno, analistas apontam que o próximo grande desafio é a expansão internacional, que enfrenta barreiras estruturais como a falta de propriedade chinesa em grandes redes de cinema globais, dificultando a distribuição em larga escala e a penetração cultural alcançada por estúdios de Hollywood e do Japão.